# 64-й резервный корпус (вермахт)
64-й резервный корпус (нем. LXIV. Reservekorps), сформирован 19 ноября 1942 года, 5 августа 1944 года переименован в 64-й армейский корпус.

## Боевой путь корпуса
В 1942—1944 годах — дислоцировался во Франции.

## Состав корпуса
В мае 1943:
- 157-я резервная дивизия
- 165-я резервная дивизия
- 182-я резервная дивизия

## Командующий корпусом
- генерал инженерных войск Карл Закс